# Кип’ячка (Калузька область)
Кип’ячка (рос. Кипячка) — присілок в Сухиницькому районі Калузької області Російської Федерації.
Населення становить 16 осіб. Входить до складу муніципального утворення Присілок Алнери.

## Історія
Від 2004 року входить до складу муніципального утворення Присілок Алнери

## Населення
| 2002 | 2010 |
| ---- | ---- |
| 21   | ↘16  |